# 38-й Венецианский кинофестиваль
38-й Венецианский международный кинофестиваль проходил со 2 по 12 сентября 1981 года.
Впервые «Золотой лев» был вручён женщине. Ею стала немка Маргарете фон Тротта с фильмом «Свинцовые времена».
В этом же году свою первую награду в кино получил Эмир Кустурица (за лучший дебют с фильмом «Помнишь ли ты Долли Белл?»).

## Жюри
- Итало Кальвино
- Мари-Кристин Барро
- Питер Богданович
- Луиджи Коменчини
- Мануэл де Оливейра
- Хесус Фернандез Сантос
- Мохаммед Лахдар-Хамина
- Сергей Соловьёв
- Кшиштоф Занусси

## Конкурсная программа
- Постороний, режиссёр Иржи Менцель
- Игры графини Долинген де Грац, режиссёр Катрин Бине
- Душистый горох, режиссёр Петер Дель Монте
- Золотые грёзы, режиссёр Нанни Моретти
- Лес любви, режиссёр Альберто Бевилаккуа
- Помнишь ли ты Долли Белл?, режиссёр Эмир Кустурица
- Свинцовые времена, режиссёр Маргарете фон Тротта
- Сердце тирана, или Боккаччо в Венгрии, режиссёр Миклош Янчо
- Звездопад, режиссёр Игорь Таланкин
- Тайны исповеди, режиссёр Улу Гросбард
- Принц города, режиссёр Сидни Люмет
- Встречи в Бейруте, режиссёр Борхане Алауи
- Eles não usam black tie, режиссёр Леон Хиршман
- Chaalchitra (t.l. Il caleidoscopio), режиссёр Мринал Сен
- Le occasioni di Rosa, режиссёр Сальваторе Пискичелли
- Pad Italje, режиссёр Лордан Зафранович
- Silvestre, режиссёр Джоа Цезарь Монтейро
- Kargus, режиссёр Хуан Миньон и Мигель Анхель Тружильо
- Forfolgensen, режиссёр Аня Брехен

## Награды
- Золотой лев: Свинцовые времена, режиссёр Маргарете фон Тротта
  - Золотой лев за лучшую дебютную работу: Эмир Кустурица — Помнишь ли ты Долли Белл?
- Особый приз жюри:
  - Они не носят фраков, режиссёр Леон Хиршман
  - Золотые грёзы, режиссёр Нанни Моретти
- Кубок Вольпи за лучшую женскую роль: Ютта Лампе и Барбара Зукова в фильме Свинцовые времена
- Особое упоминание:
  - Звездопад: Георгий Рерберг (за операторскую работу)
  - Forfølgelsen: Аня Брехен
  - Постороний: режиссёр Иржи Менцель
- Приз международной ассоциации кинокритиков (ФИПРЕССИ):
  - Свинцовые времена
  - Они не носят фраков
  - Помнишь ли ты Долли Белл?
- Кубок Пазинетти:
  - Кубок Пазинетти за лучший фильм
    - Принц города

  - Кубок Пазинетти за лучшую мужскую роль
    - Роберт Дюваль — Тайны исповеди

  - Кубок Пазинетти за лучшую женскую роль
    - Лил Терселиус — Forfølgelsen